# Élections générales britanniques de 1874
Les élections générales britanniques de 1874 se sont déroulées du 31 janvier au 17 février 1874. Ces élections sont remportées par les conservateurs.

## Résultats
| Parti | Parti              | Candidats | Candidats | Candidats | Candidats | Votes     | Votes | Votes |
| Parti | Parti              | Présentés | Élus      | +/-       | %         | Nombre    | %     | +/-   |
| ----- | ------------------ | --------- | --------- | --------- | --------- | --------- | ----- | ----- |
|       | Parti libéral      | 489       | 242       | -139      | 37,1      | 1 281 159 | 52    | -9,5  |
|       | Parti conservateur | 507       | 350       | +79       | 53,7      | 1 091 708 | 44,3  | +5,9  |
|       | Home Rule League   | 80        | 60        | +60       | 9,2       | 90 234    | 3,7   | N/A   |
|       | Autres             | 4         | 0         | 0         | 0         | 2 936     | 0,0   | N/A   |
| Total | Total              | 1 080     | 652       | =         | 100       | 2 466 037 | 100   | =     |